# Iwan Wladislawowitsch Scholtowski

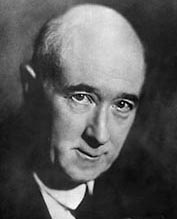
Iwan Scholtowski

Iwan Wladislawowitsch Scholtowski (russisch Иван Владиславович Жолтовский, wiss. Transliteration Ivan Vladislavovič Žoltovskij; * 15. Novemberjul. / 27. November 1867greg. in Plotniza bei Pinsk; † 16. Juli 1959 in Moskau) war ein russischer Architekt des Sozialistischen Klassizismus und Hochschullehrer des akademischen Flügels der WChUTEMAS (später WChUTEIN).

## Leben
Scholtowski stammte aus einer verarmten katholischen Adelsfamilie. 1887 trat er in St. Petersburg in die Kunsthochschule an der Kaiserlichen Akademie der Künste ein. Wegen seiner beschränkten finanziellen Mittel musste er zeitweise das Studium unterbrechen und als Assistent von Architekten arbeiten. 1891–1892 war er an Bauten für die Dschankoj-Feodossija-Eisenbahn auf der Krim beteiligt. Mit Stefan Petrowitsch Galensowski beteiligte er sich ohne Erfolg an den Wettbewerben für die Grabdenkmäler für Konstantin Andrejewitsch Thon in St. Petersburg und Samuel Hahnemann in Paris.
Iwan Scholtowski schloss 1898 die St. Petersburger Akademie der Künste ab. Sein Diplomprojekt für ein Volkshaus mit Speisesaal, Theater und Bibliothek verteidigte er in Antonín Tomíškas Atelier, worauf ihm der Titel Architekt-Künstler verliehen wurde. Er ließ sich in Moskau nieder und lehrte von Dezember 1900 bis Ende 1904 an der Moskauer Stroganow-Zeichenschule. 1909 wurde er von der Akademie der Künste zum Akademiker der Architektur gewählt. Zusammen mit Igor Emmanuilowitsch Grabar und Iwan Wassiljewitsch Rylski trat er in die Jury für die Wettbewerbe für Fassadengestaltung in Moskau ein. Auf ersten Reisen nach Italien studierte er insbesondere die Werke Andrea Palladios, dessen Quattro libri dell’architettura er später ins Russische übersetzte mit Hinzufügung eines Kommentars. Für das Haus Tarassow gestaltete er die Fassade entsprechend der Fassade von Palladios Palazzo Thiene in Vicenza mit den Proportionen des Dogenpalasts in Venedig. Er studierte die Proportionen in Architektur und Kunst und beschäftigte sich mit dem Goldenen Schnitt.
Nach der Oktoberrevolution blieb Scholtowski während des Russischen Bürgerkriegs in Moskau. Er lehrte an den Höheren Künstlerisch-Technischen Werkstätten und konzentrierte sich auf die Stadtplanung. Zu seinen Schülern gehörten Ilja Alexandrowitsch Golossow, Panteleimon Alexandrowitsch Golossow, Nikolai Alexandrowitsch Ladowski, Nikolai Dschemsowitsch Kolli und Konstantin Stepanowitsch Melnikow. Mit Alexei Wiktorowitsch Schtschussew plante er 1918–1923 als Hauptstadt des sowjetischen Staates ein neues Moskau mit klassizistischen Bauten, das sich mit Gartenstädten nach Nordwesten ausdehnte. Wie andere Projekte dieser Zeit wurde dies nicht umgesetzt. 1923 entwickelte Scholtowski einen Generalplan für die Allrussische Landwirtschaftsausstellung in Moskau, für die er den Maschinenbau-Pavillon projektierte. Im gleichen Jahr wurde ihm in der Wosnessenski-Gasse das Haus Nr. 6 zugewiesen, ein Herrenhaus, in dem die Dichter Alexander Petrowitsch Sumarokow und Jewgeni Abramowitsch Baratynski gelebt hatten und jetzt Scholtowski bis zu seinem Tode lebte und arbeitete. Scholtowski erhielt sorgfältig die Innenräume mit Grisaillemalerei an den Decken und richtete dort sein Atelier ein. Als nach Scholtowskis Tod das Baratynski-Scholtowski-Kabinett Lesesaal des Stadtarchivs wurde, verschwand die Grisaillemalerei.
Ende 1923 wurde Scholtowski nach Italien abgeordnet. Bald darauf wurde ihm der Akademiker-Grad von der Akademie der Künste entzogen. Nach dem Italien-Aufenthalt kehrte er ins nun polnische Pinsk zurück, wo er den Glockenturm der Kathedrale Mariä Himmelfahrt um zwei Etagen erhöhte. 1926 kehrte er in die UdSSR zurück und wurde im Dezember 1926 wieder Akademiker der Akademie der Künste.
1932 wurde Scholtowski als Verdienter Kunstschaffender der RSFSR geehrt. In dieser Zeit plante und baute er das Wohnhaus an der Mochowaja-Straße, das von Schtschussew sehr gelobt wurde. Bei dem Wettbewerb für den Palast der Sowjets teilte er sich den 1. Preis mit Boris Michailowitsch Iofan und Hector Hamilton, der dann aber aberkannt wurde.
1940 nahm Scholtowski den Ruf an das Moskauer Architektur-Institut (MArchI) an. Während des Deutsch-Sowjetischen Krieges blieb er in Moskau, lehrte am MArchI und beriet bei der Behebung von Kriegsschäden. 1945 stellte Scholtowskis Atelier das umstrittene Löwen-Haus an den Patriarchenteichen als Residenz für Marschälle der Roten Armee fertig. Scholtowskis Anweisung für ein Übungsprojekt für seine Studenten für ein Landhaus für einen Sowjetmarschall erregte Kritik, so dass die Studentenprojekte gestoppt werden mussten und Scholkowski seinen Text revidieren musste.
Im Gegensatz zu vielen anderen Architekten seiner Zeit blieb Scholtowski dem von ihm favorisierten Stil treu. Er war von Beginn an ein Vertreter der traditionalistischen, klassizistischen Linie der russischen Architektur und entwickelte sich so unter der Herrschaft Stalins zu einem der Hauptvertreter des Sozialistischen Klassizismus. In einer Zeit, in der es ungemein schwierig war, eine Reisegenehmigung zu erhalten, gelang es Scholtowski insgesamt 26 Mal Italien zu besuchen, um die dortige Renaissance-Architektur zu studieren. Seine zahlreichen Schüler nannten ihn den „Papst“, was eine Anspielung auf seine Autorität in der damaligen Sowjetarchitektur war, die so mit der Unfehlbarkeit des Papstes verglichen wurde.
Dennoch war Scholtowski der Kritik der Kommunistischen Partei ausgesetzt. Ihm wurde sein Traditionalismus und seine Verschlossenheit gegenüber allem Modernen in der Architektur vorgeworfen. Ende der 1940er Jahre gab es so eine regelrechte Kampagne der Sowjetpresse gegen ihn, was zur damaligen Zeit durchaus lebensgefährlich war. Trotz alledem erhielt Scholtowski weiter Aufträge von Organen des Staatsapparates (so etwa vom NKWD und dem sowjetischen Außenministerium), sowie von Parteifunktionären.
1948 war Scholkowski wieder heftiger Kritik ausgesetzt, und er verlor seinen Lehrstuhl im MArchI. Im Februar 1949 bezeichnete ein Runder Tisch ihn als Formalisten und verwehrte ihm die Berufsausübung. 1950 erhielt er jedoch den Stalinpreis II. Klasse für den zuvor kritisierten Bau. 1950–1955 realisierte Scholtowskis Atelier die Rekonstruktion und den Umbau des Hauptgebäudes des Moskauer Hippodroms, das von Iwan Timofejewitsch Barjutin und Semjon Fjodorowitsch Kulagin gebaut worden war. 1952–1954 beteiligte sich Scholtowskis Atelier mit 6 Projekten am ersten Allunionswettbewerb für Plattenbau. 1957 wurde das Kino Pobeda in der Moskauer Abelmanowskaja Uliza gebaut.
Scholtowski war zweimal verheiratet und blieb kinderlos. Er wurde auf dem Nowodewitschi-Friedhof begraben. Das Grabdenkmal wurde nach Scholtowskis nicht realisiertem Projekt für das Grab Antonina Wassiljewna Neschdanowas von Pjotr Iwanowitsch Skokan, G. Michailowskaja und Nikolai Petrowitsch Sukojan erstellt. Scholtowskis Witwe, die Pianistin Olga Arenskaja, musste die Wohnung innerhalb von 48 Stunden verlassen. Scholtowskis Kunstsammlung ist nicht erhalten.

## Bauprojekte (Auswahl)
1902 – Haus der Reitergesellschaft (Moskau)
1909–1910 – Haus Tarassow (Moskau)
1928 – Regierungsgebäude in Machatschkala (Dagestan)
1932 – Wettbewerbsentwurf für den Palast der Sowjets (Moskau)
1934 – Wohnhaus an der Mochowaja-Straße (Moskau)
1936 – Haus des Zentralen Exekutivkomitees (Sotschi)
1949 – Rekonstruktion der Moskauer Pferderennbahn

## Werke

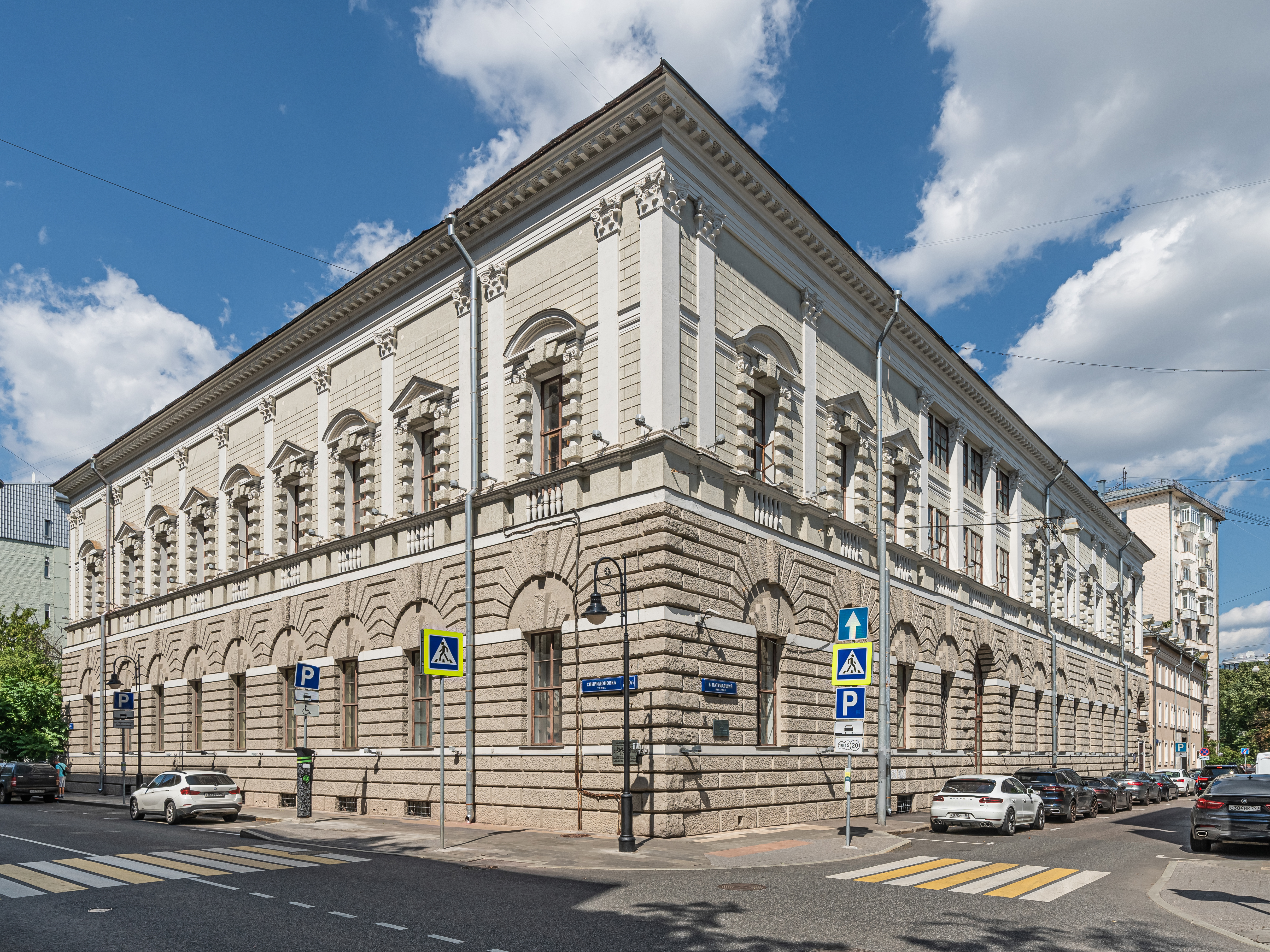
Haus Tarassow in Moskau. Gesamtansicht (1909–10)
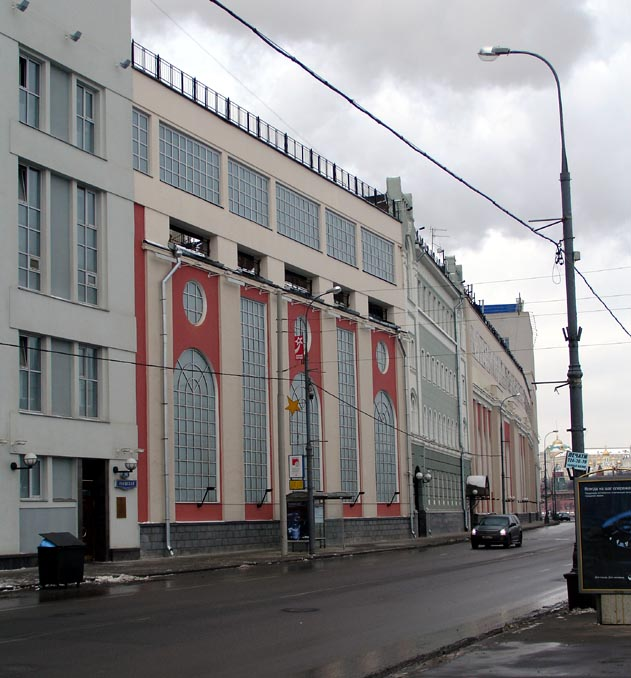
Erweiterungsbau des Kraftwerks MOGES-1 (1927, der 3. Stock ist eine Blendfassade)
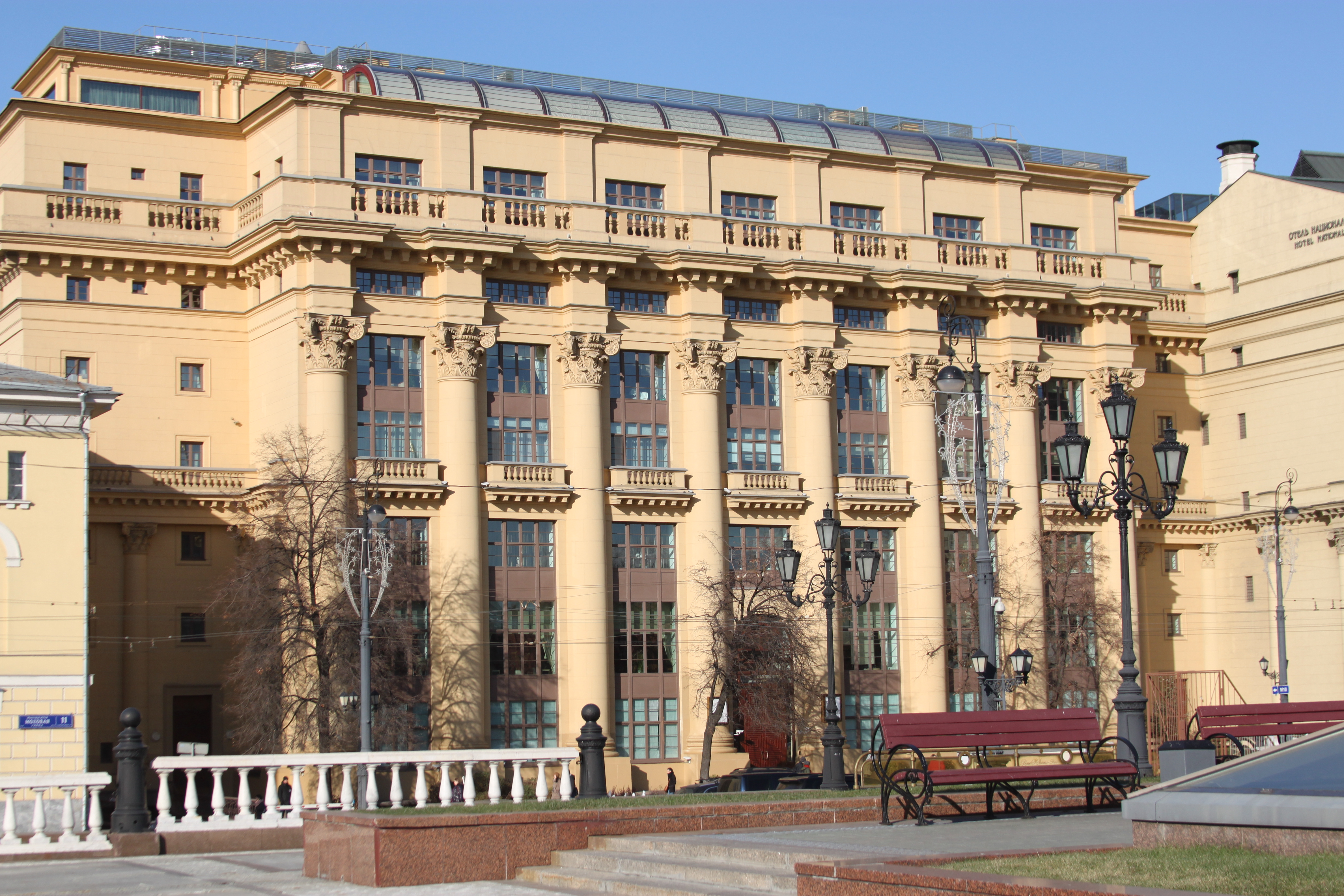
Wohnhaus an der Mochowaja-Straße in Moskau (1934)
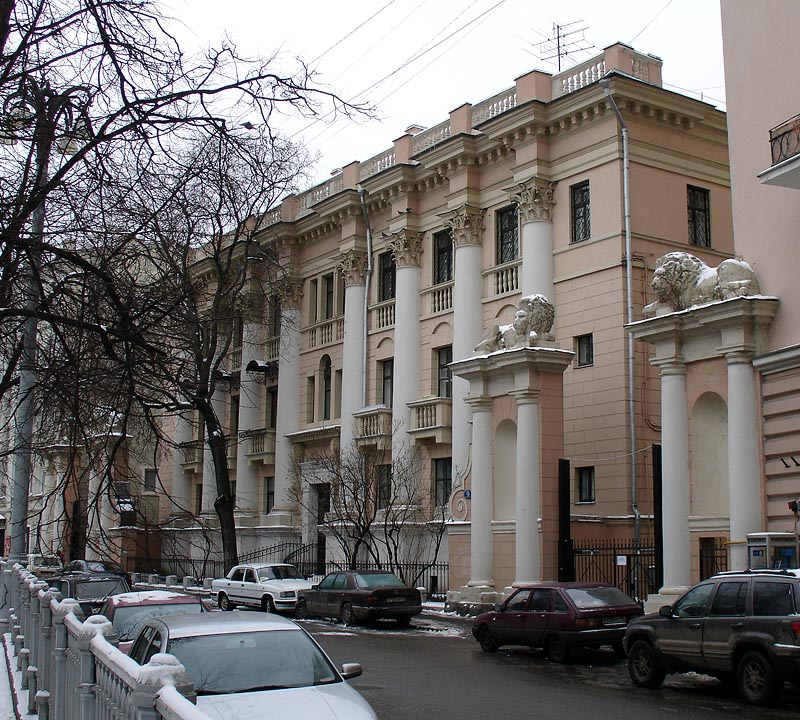
Löwen-Haus an den Patriarchenteichen (1945)
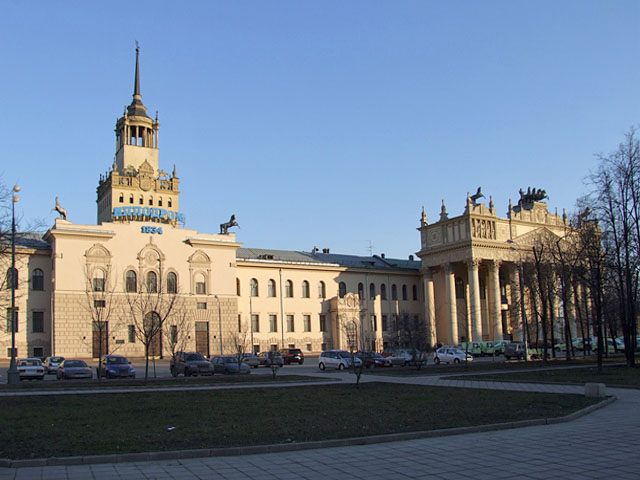
Moskauer Hippodrom (1950–1955)
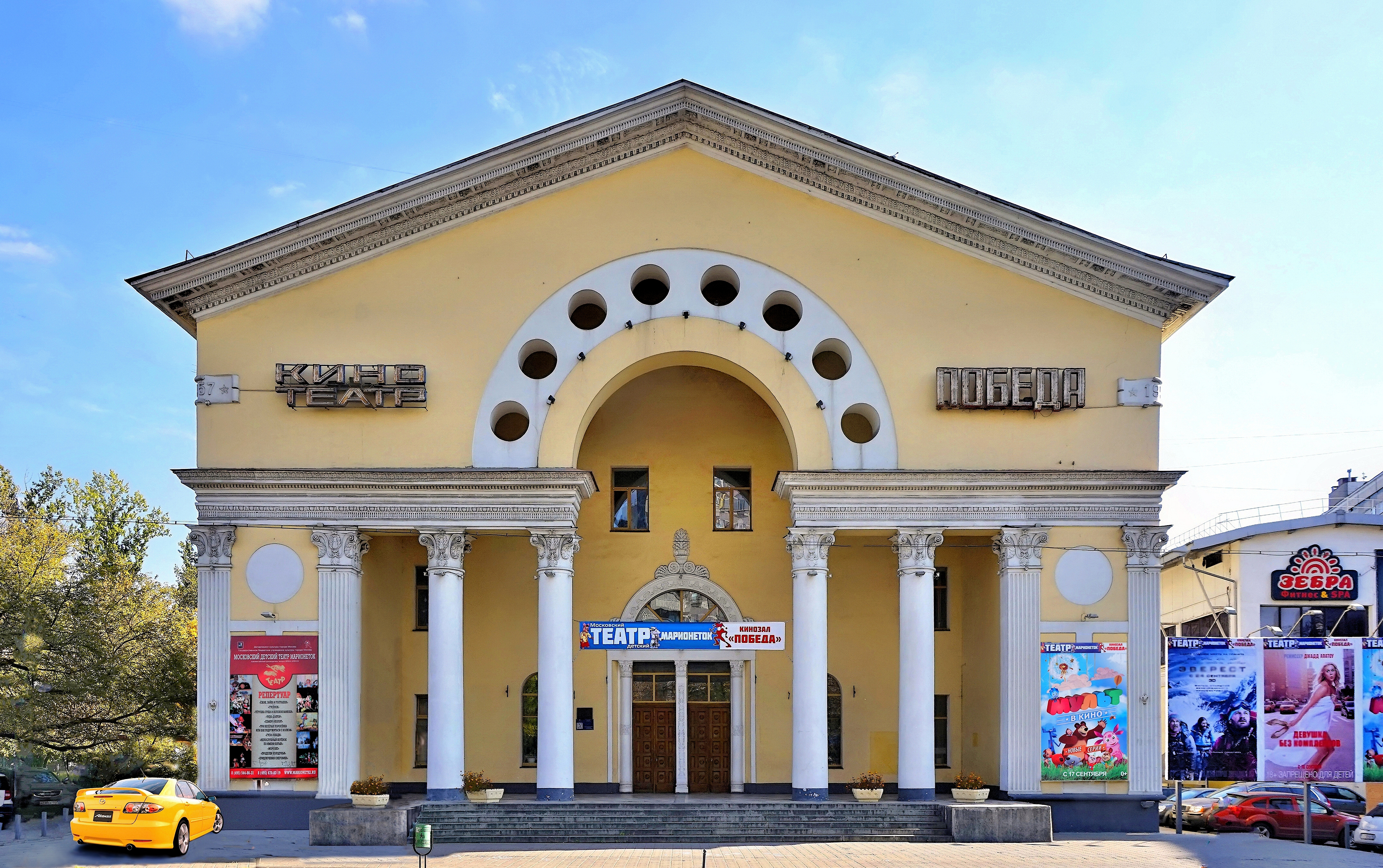
Kino Pobeda (1957)